# Ga Bang Son MRT

Bảng hiệu ga Bang Son

Ga Bang Son (tiếng Thái: สถานีบางซ่อน, phát âm [sā.tʰǎː.nīː bāːŋ sɔ̂n]) là một ga là tên hai nhà ga Bangkok MRT thuộc Tuyến Tím trên Đường Bangkok-Nonthaburi ở Bang Sue, Bangkok. Nó là ga chuyển đổi với Tuyến SRT Đỏ Nhạt tại Ga Bang Son.